# Bartosz Konopka
Bartosz Konopka (né le 8 septembre 1972 à Myślenice) est un réalisateur polonais.

## Filmographie

### Comme réalisateur
- 2001 : Czubek
- 2003 : Niebo nad Europą
- 2003 : Ballada o kozie
- 2006 : Les Trois Garnements (Trójka do wzięcia)
- 2009 : Rabbit à La Berlin (Królik po berlińsku) réalisé avec Anna Wydra.
- 2010 : Vertige (Lęk wysokości)
- 2018 : The Mute (Krew Boga)

## Récompenses et distinctions
- 82e cérémonie des Oscars nommé[2] pour le meilleur court métrage documentaire avec Rabbit à La Berlin.